# Ferralitisierung
Die Ferralitisierung ist eine verwitterungsbedingte Verarmung an Silicium (Desilifizierung) von Böden in feucht-tropischen Gebieten bei gleichzeitiger Anreicherung von Eisen- und Aluminiumoxidhydroxiden (Diaspor und Böhmit), Aluminiumhydroxid (Hydrargillit), Aluminiumchlorid und Kaolinit. Steigt Wasser unter wechselfeuchten Bedingungen kapillar an die Oberfläche, so wird der Oberboden auch absolut mit Eisen angereichert (Plinthisation).
Zu Beginn der tropischen Verwitterung (bzw. im Kontaktbereich zum anstehenden Gestein) werden Silicate, wie Feldspäte und Biotit unter Lockerung der Gesteinsstruktur gelöst. Später werden in durchlässigen Böden auch diese Minerale zersetzt und deren Folgeprodukte mobilisiert. Gleichzeitig werden aber auch Eisenoxide gebildet, allen voran Goethit und Hämatit (bei Vorhandensein von hoher Jahresmitteltemperatur und Fehlens von organischer Substanz), der für die charakteristische rötliche bis rotbraune Färbung der Erde verantwortlich ist.
Werden in weiterer Folge auch die Quarze gelöst, so bleiben nur noch sehr wenige stabile Minerale erhalten. Durch das benötigte, aber jetzt fehlende Silicium kann nun auch Kaolinit abgebaut werden, wodurch Massenverluste von bis zu 90 % möglich sind und womit die hohen Erosionsraten in den Tropen erklärt werden können. Die starke chemische Verwitterung in den feucht-tropischen Gebieten hat im Laufe von vielen Millionen Jahren Tiefen von ca. 50 Metern erreicht. Durch die flächenhafte Denudation auf der Spülfläche bleiben einzelne, verwitterungsresistente Gesteinsblöcke auf der Landoberfläche erhalten (die sogenannten Inselberge oder Wollsackblöcke).